# アートスペースエリコーナ
アートスペースエリコーナ（英: ART SPACE ELICONA、若松光一郎・若松紀志子館）は、福島県いわき市平字大町にある多目的ホール併設のギャラリー。建築設計は田渕論。モニュメント作成者は若松家の墓碑のデザインも手がけた小田襄作・夢-K2。2003年4月12日にオープン。略称は「エリコーナ」。

## 概要
- 営業時間：AM10:30 - PM6:00 月曜休館（ギャラリーオープン時間・コンサート等での利用は、PM9:30まで）
- 施設概要：若松光一郎作品の収蔵ギャラリー･主宰若松紀志子
- 設計趣旨：絵と音楽が響き合う､芸術を愛する人たちの空間・設計者は田渕論
- モニュメント：作成者は若松家の墓碑のデザインも手がけた小田襄作・夢ーK2
- オープン：2003年4月12日
- 施設名称の由来：「エリコーナ」とはギリシャ神話の音楽の神ミューズ（ムーサ）が住まう山の名前で、いわき市に疎開したときに開いていたレコード鑑賞会（46回開催・年2回東京より演奏家を招いた）の名称である。
- ホールの規模：広さ約90 m2、100人を収容できる音楽ホールでは、世界的な音楽家の演奏会も行われ
- ギャラリーの説明：併設のギャラリーでは若松が残した油絵やコラージュ画をはじめ、全国の作家の展覧会も開いている。
- 管理者：中川素直（若松光一郎・紀志子、二女・ピアノ指導者。桐朋学園大学卒・アートスペースエリコーナを夫・中川英明と企画運営

### ギャラリー
- ギャラリー1の規模：約75 m2 壁面長約35 m
- ギャラリー2の規模：約36 m2 壁面長約18.5 m 棚2段 防音壁
- 注1:（ホールを限定展示会場として使用可能）

### ホール
- ホール規模：約 90m2 椅子100席（拡張で最大130席程度）テーブル10、照明器具一式、マイク、録音機材
- 設置ピアノ：スタインウェイ B211（スタインウェイ150周年記念証付） ヤマハ C5L
- 注2：（ギャラリー2を控室として利用可能）
- 注3：ミニパーティ、展示会オープンパーティ等の時のみ飲食可能

## 略史
- 2003年4月12日：アートスペースエリコーナ オープン
- 2003年：オープンコンサート
- 2003年：若松光一郎素描展・油絵展・歩み展
- 2003年：佐藤忠良展
- 2004年：アートスペースエリコーナ ホームページはじめました。 日々の新聞・5月31日号にて告知
- 2005年：若松紀志子90歳卒寿記念コンサート 小林研一郎 小林亜矢乃
- 2006年：小林美恵 ヴァイオリンリサイタル
- 2010年：若松紀志子95歳 記念コンサート 小林研一郎 小林亜矢乃
- 2012年：エリコーナ10周年記念-若松光一郎と池袋モンパルナスの仲間たち

### 過去の展示会
志賀敏広・志賀志津・宮田英子・岡崎敏樹・中村順二・舟生厚・野坂徹夫・土屋豊・坂本勇・松井鮎子・香山まり子・インゴグメルス・アンティエグメルス・松本成一・小磯稔・矢内文子・村上勝美・菅野くに子・中村亨司・野田哲也・上野邦彦・山本伸樹・山口亘・松田松雄・安藤栄作・長谷川浩子・山中現・佐藤忠良・笹戸千津子・若松光一郎・吉田晴弥・西岡民雄・岩谷徹・鎌田正蔵・下山田晴彦・萩太郎・佐藤富士子・斎藤清・秤屋苑子・鈴木邦夫・鈴木新夫・藤本邦統・平澤重信・山野辺義雄・高杉和久・高井誠二・斎藤嘉平・織田千代・石川進・猪熊克芳・峰丘・吉田重信・宮山正光・中谷泰・竹谷富士雄・鳥居敏文・吉井忠・森芳雄・朝倉摂・小田襄・ヤマモトヨウコ・他

### 過去のコンサート
常光今日子・常光まり江・小山知佳子・萩原麻未・市島徹・津山博子・蜂千・赤松林太郎・小林研一郎・小林亜矢乃・関孝弘・吉井健太郎・佐藤篤・坂田梁山・小林美恵・黒テント・三部一枝・桝本安紀子・鈴木秀美・八島博人・鈴木啓太・渡辺貴紀・市島結衣・和波たかよし(和波孝禧)・土屋美寧子・草野天平の集い・イワキバイオリンレッスンルーム・アザミ会・他